# Lucie Faure
Pour les articles homonymes, voir Faure.
Ne doit pas être confondue avec Lucie Faure épouse Goyau (1866-1913), femme de lettres et fille du président Félix Faure
Lucie  Faure, née Meyer le 6 juillet 1908 dans le 10e arrondissement de Paris et morte le 25 septembre 1977 à Boissise-la-Bertrand (Seine-et-Marne), est une femme de lettres française, romancière et directrice de revue.

## Biographie

### Famille
Lucie Meyer naît à Paris le 6 juillet 1908. Fille d'un négociant en tissus israélite d'origine alsacienne, elle est la nièce, du côté maternel, de Julien Cain, qui fut administrateur général de la Bibliothèque nationale de France de 1930 à 1964.
Relieuse d'art avant la guerre, elle acquiert dans ce domaine une réputation internationale (Livre d'or des princesses d'Angleterre, 1938) et participe à de nombreux salons d’artistes décorateurs à l’étranger.
En 1931, elle épouse Edgar Faure, alors jeune avocat.

### Seconde Guerre mondiale, au service de la France libre
Réfugiée avec son mari et leur fille en Tunisie à l'automne 1942 puis à Alger après le débarquement américain du 8 novembre, elle est attachée au Commissariat des affaires étrangères du Comité français de la libération nationale et organise l'Institut d'études slaves à l'université d'Alger.
C'est aussi à Alger qu'elle crée en 1943 avec l'écrivain Robert Aron la revue La Nef, qui est la première à être éditée à Paris au lendemain de la Libération et dont elle assura la direction jusqu'à sa mort. De nombreux numéros de La Nef ont fait date, tels que ceux consacrés à des problèmes politiques et sociaux contemporains (la guerre d'Algérie, la police, les Américains, la psychanalyse, la prostitution, les femmes, la justice, la publicité, les sondages d'opinion, les libertés…).

### Un engagement anticolonialiste
Proche des milieux de la gauche intellectuelle parisienne à l'heure de la décolonisation de l'Afrique du Nord, elle assiste et conseille son mari dans ses diverses fonctions politiques, défendant en général des positions plus avancées que les siennes, tout en évitant de se placer elle-même sur le devant de la scène politique. Elle accepte cependant de lui succéder en 1970 comme maire de Port-Lesney, petite commune du Jura.
Le 30 mai 1957, Edgar et Lucie Faure sont reçus à titre privé à Pékin par Mao Zedong.

### Une femme de lettres
Auteur d'un Journal d'un voyage en Chine (1958), celui est diversement accueilli et une partie de la critique (comme Robert Guillain dans Le Monde) ironise sur la complaisance avec laquelle elle rapporte ses observations qui décrivent une Chine de Mao libérale... Elle entame à partir des années 1960 une carrière de romancière. Ses huit romans (auxquels s'ajoutèrent sept nouvelles réunies dans un ouvrage posthume) reflètent moins sa grande familiarité avec les milieux politiques que « sa curiosité intimiste pour les choses du cœur » (B. Poirot-Delpech). La complexité psychologique des sujets abordés, tels que la jalousie délirante, le suicide, le parricide ou l'homosexualité mal assumée, y est « compensée par un souci extrême de la clarté et une espèce de candeur optimiste ».
Membre du jury du prix Médicis à partir de 1971, elle exerça, par sa personnalité, un grand rayonnement dans le monde littéraire parisien.
Lucie Faure meurt le 25 septembre 1977, dans sa propriété de Boissise-la-Bertrand (Seine-et-Marne). Elle est enterrée au cimetière de Passy à Paris,,.

## Hommages
Lucie Faure est commandeur de la Légion d'honneur.
Un collège est à son nom. Le collège Lucie-Faure se situe dans le 20e arrondissement de Paris, au métro Maraîchers, à la station de bus La Plaine. Son adresse est 40, rue des Pyrénées. C'est une ancienne école primaire.

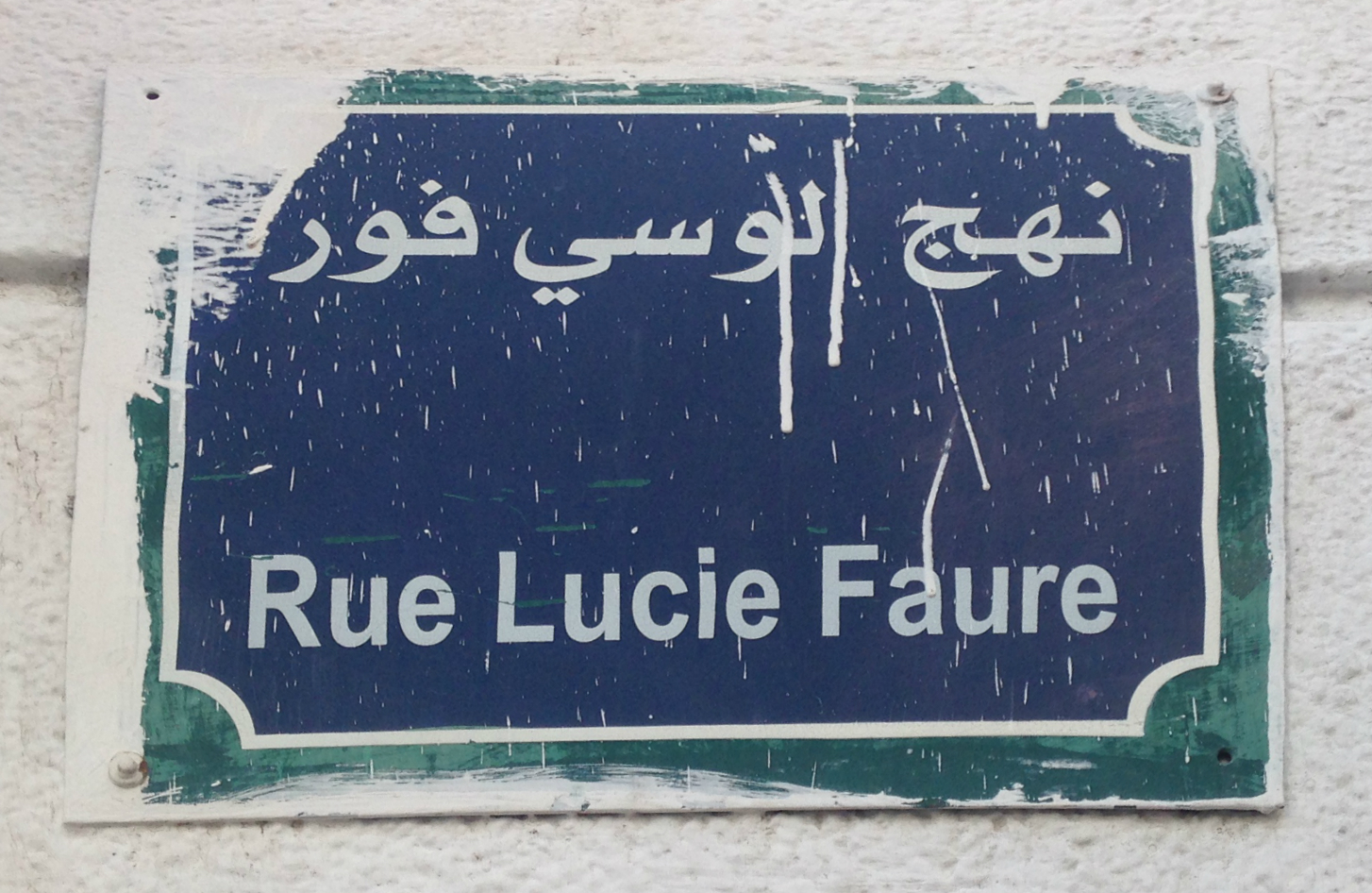
Rue Lucie-Faure à Tunis.

Une rue à Tunis porte également son nom.

## Œuvres
- Journal d'un voyage en Chine, Julliard (1958)
- Les Passions indécises, roman, Julliard (1961)
- Les Filles du Calvaire, roman, Julliard (1963)
- Variations sur l'imposture, nouvelles, Gallimard (1965)
- L'Autre Personne, roman, Julliard (1968)
- Le Malheur fou, roman, Julliard (1970)
- Les Bons Enfants, Grasset (1972)[8]
- Mardi à l’aube, Tallandier (1974)
- Un crime si juste, Grasset (1976)
- Les Destins ambigus, Grasset (1978)